# Johann Leifsson
Johann Leifsson, född 31 juli 1993, är en isländsk professionell ishockeyspelare (forward) som spelar för Skautafélag Akureyrar i Icelandic Men's Hockey League.
Säsongen 2017/2018 gjorde han 48 poäng (23 mål + 25 assist) på 23 matcher, i Icelandic Men's Hockey League.